# Семёнов, Виктор Иванович
Виктор Иванович Семёнов (1949—2013) — генерал-майор МВД РФ.

## Биография
Виктор Семёнов родился 10 июня 1949 года в селе Корневое Скопинского района Рязанской области. Служил в Советской Армии. Демобилизовавшись, пошёл на службу в органы МВД в Тульской области, начинал инспектором службы специальной комендатуры Алексинского городского отдела внутренних дел. В 1979 году Семёнов окончил Всесоюзный заочный юридический институт. В 1985 году был направлен в специальную командировку в Афганистан.
Вернувшись в 1987 году из Афганистана, Семёнов стал начальником Богородицкого отдела внутренних дел, а позднее — начальником Управления по борьбе с организованной преступностью при УВД Тульской области. В сентябре 2000 года Семёнов был переведён в Смоленскую область на пост начальника УВД. С августа 2007 года — на пенсии. Скончался 18 июня 2013 года, похоронен на Братском кладбище Смоленска.
Был награждён советским орденом Красной Звезды и афганским орденом «За храбрость», рядом медалей.